# Stenospermation monsalvae
Stenospermation monsalvae — вид квіткових рослин із родини кліщинцевих (Araceae), роду Stenospermation. Це витка рослина, рідним ареалом якої є Колумбія (Валье-дель-Каука).